# Тукуманский конгресс
Тукуманский конгресс (исп. Congreso de Tucumán) — законодательное учредительное собрание Соединённых провинций Южной Америки (ныне север Аргентины, Уругвай и часть территории Боливии), действовавшее — сначала в городе Тукуман, а позже в Буэнос-Айресе — с 1816 по 1820 год. Тукуманским конгрессом была провозглашена независимость Аргентины (9 июля 1816 года) и принята Конституция Аргентины 1819 года.
Конгресс возник в соответствии с постановлением Первой хунты, свергнувшей в 1810 году власть вице-короля Ла-Платы, от 15 апреля 1815 года, согласно которому 24 марта 1816 года должно было открыться первое заседание учредительного собрания с участием делегатов всех провинций бывшего вице-королевства из расчёта один представитель на 15 000 человек населения. Первое заседание конгресса состоялось в городе Тукуман в доме Франсиско Басана де Лагуны.
Первые месяцы работа конгресса была крайне напряжённой, его председатели постоянно менялись, принять какие-либо решения не получалось. Наконец, 9 июля, во время председательства в конгрессе Франсиско Нарсисо де Лаприда, была принята декларация независимости Аргентины. В 1817 году конгресс переместился в Буэнос-Айрес, где продолжил собираться до 11 февраля 1820 года. В начале 1817 года конгресс постановил считать Уругвай частью Аргентины, что привело к занятию Монтевидео аргентинскими войсками. 22 апреля 1819 года был официально обнародован принятый конгрессом текст Конституции Аргентины.
Конгресс прекратил своё существование вскоре после битвы при Сепеде между федералистами и унитаристами, победа первых в которой привела к гражданской войне.